# Kråkstad (przystanek kolejowy)
Kråkstad – kolejowy przystanek osobowy w Kråkstad, w regionie Akershus w Norwegii, jest oddalony od Oslo Sentralstasjon o 30,09 km i 5,78 km od Ski. Jest położony na wysokości 92,8 m n.p.m.

## Ruch pasażerski
Należy do linii Østfoldbanens østre linje. Jest elementem - kolei aglomeracyjnej w Oslo - w systemie SKM ma numer  560.  Obsługuje Rakkestad, Mysen, Ski i Oslo Sentralstasjon i Skøyen. Pociągi odjeżdżają co godzinę. Jest to ich jedyne miejsce zatrzymania między Oslo i Ski.

## Obsługa pasażerów
Poczekalnia, parking na 20 miejsc, parking na rowery. Odprawa podróżnych odbywa się w pociągu.